# Ugetsu – Erzählungen unter dem Regenmond

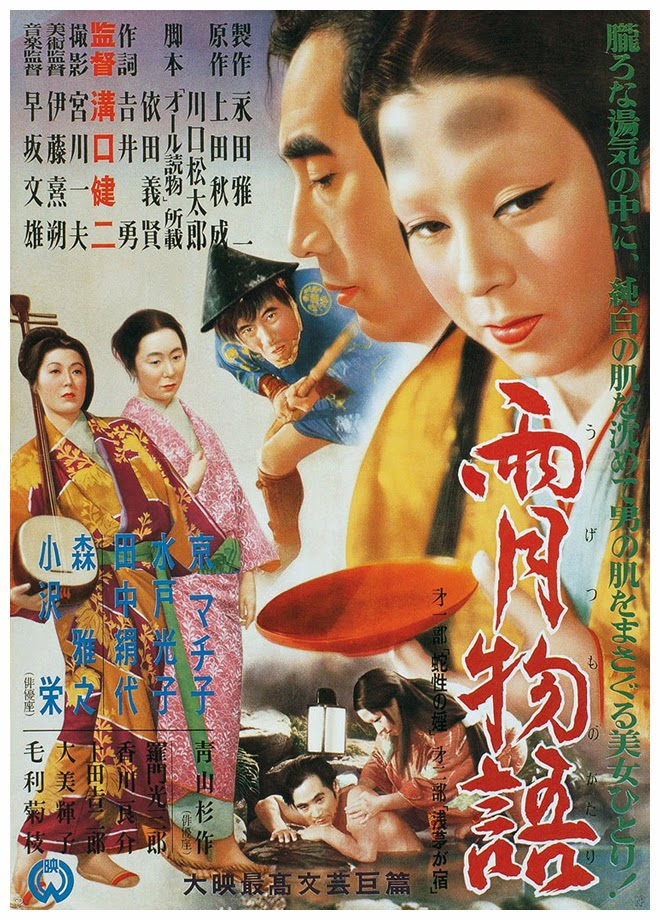
Japanisches Filmplakat

Ugetsu – Erzählungen unter dem Regenmond (jap. 雨月物語, Ugetsu monogatari) ist ein japanischer Spielfilm aus dem Jahr 1953. Regie bei dem Drama führte Kenji Mizoguchi, das Drehbuch schrieben Yoshikata Yoda und Matsutarō Kawaguchi nach Vorlagen von Akinari Ueda. Produziert wurde der Film von Daiei.
Heute ist Ugetsu regelmäßig in den Bestenlisten der besten Filme aller Zeiten vertreten.

## Handlung
Im Japan des 16. Jahrhunderts herrscht Bürgerkrieg (Sengoku Jidai). Genjuro und Tobei wittern das große Geschäft im Handel mit Töpferwaren und gehen dabei auf der Flucht vor den anrückenden Truppen große Risiken ein. Tobei will mit dem verdienten Geld eine Samurai-Ausrüstung kaufen, um endlich die Landarbeit hinter sich lassen zu können, doch seine Frau Ohama versucht, ihn davon abzubringen. Genjuro will seiner Frau Miyagi und seinem Sohn Genichi ein besseres Leben ermöglichen. Eines Tages fallen Truppen in ihr Dorf ein, und Genjuro, Tobei und Ohama machen sich auf in die Stadt, um die letzten Waren zu verkaufen, während Miyagi sich mit Genichi in den Bergen versteckt.
Die Geschäfte mit den Töpferwaren laufen sehr gut, sogar die schöne und mysteriöse Dame Wakasa wird auf Genjuro aufmerksam und bittet ihn zu einem Besuch auf ihr Anwesen. Dort offenbart sie ihm ihre Liebe und will ihn heiraten, worauf Genjuro, überwältigt von ihrer Anziehungskraft und dem traumhaften Leben in Reichtum, einwilligt. Tobei ist inzwischen an den Kopf eines getöteten Feldherrn gelangt, hat sich so die Gunst eines Fürsten erschwindelt und Waffen und Rüstung erhalten. Er lässt sich feiern, bis er in einem Bordell überraschend Ohama trifft, die er ganz vergessen hat. Nach ihrer Trennung ist sie vergewaltigt worden und fristet nun als Prostituierte ihr Dasein.
Unterdessen begegnet der Wakasa ganz und gar verfallene Genjuro einem buddhistischen Mönch, der sofort den bösen Einfluss eines Geistes an Genjuro feststellt: Wakasa ist in Wirklichkeit schon lange tot. Sie kehrte auf der Suche nach wahrer Liebe unter die Menschen zurück und fleht ihren verängstigten Liebsten verzweifelt an, sie nie zu verlassen. Doch Genjuro bekam vom Mönch einen Abwehrzauber auf den Leib geschrieben. Er kann sich lösen und kehrt in sein Dorf zurück, wo er glücklich auf Miyagi und seinen Sohn trifft. Doch am Morgen erkennt er, dass er geträumt oder einen Geist gesehen haben muss. Nur sein Sohn lebt noch: Miyagi ist während seiner Abwesenheit von Soldaten getötet worden.
Am Ende sind auch Tobei und Ohama wieder im Heimatdorf angelangt: „Reiss dich zusammen und fass neuen Mut!“ sagt Ohama zu ihrem Mann, der verzweifelt seine Waffen wegwirft. Am Ende sind die Männer bescheiden geworden. Sie arbeiten an der Töpferscheibe und auf dem Acker, während sich Ohama um beide und Genichi kümmert.

## Entstehung
Das Drehbuch basiert auf Akinari Uedas Erzählung „Unter dem Regenmond“ aus dem 18. Jahrhundert und wurde von Mizoguchis langjährigem Drehbuchautor Yoshikata Yoda erarbeitet.
Fotografiert wurde der Film von Kazuo Miyagawa, der auch für Akira Kurosawa arbeitete.

## Rezeption
Der Film kam am 26. März 1953 in die japanischen Kinos und war auch außerhalb Asiens erfolgreich. Ugetsu – Erzählungen unter dem Regenmond steigerte gemeinsam mit Akira Kurosawas Rashomon – Das Lustwäldchen den Bekanntheitsgrad des japanischen Films in der westlichen Welt.
Alle 32 der bei Rotten Tomatoes ausgewerteten Kritiken von Fachleuten waren positiv, ebenso wie 94 Prozent der über 5.000 Publikumsbewertungen.
Auf der Liste der 1.000 besten Filme aller Zeiten (bei They shoot pictures don't they?) steigt Ugetsu im Jahr 2020 noch immer im Ranking und liegt aktuell auf Platz 45.

## Auszeichnungen
Bei den Internationalen Filmfestspielen von Venedig im Jahr 1953 war der Film im Wettbewerb um den Goldenen Löwen vertreten, den schließlich kein Film erhielt. Ugetsu – Erzählungen unter dem Regenmond erhielt den Silbernen Löwen, gemeinsam mit fünf anderen Filmen.
Beim Mainichi-Filmwettbewerb 1954 gewann Kisaku Ito für Ugetsu – Erzählungen unter dem Regenmond und Gan in der Kategorie Bestes Szenenbild. Iwao Otani wurde für den Film in der Kategorie Bester Ton ausgezeichnet. Bei der Oscarverleihung 1956 war Tadaoto Kainoshō in der Kategorie Bestes Schwarzweiß-Kostümdesign nominiert, musste sich aber Helen Rose (Und morgen werd ich weinen) geschlagen geben.
Bei der alle zehn Jahre stattfindenden Kritikerumfrage von Sight & Sound wurde der Film 1962 und 1972 unter die zehn besten Filme aller Zeiten gewählt.

## Kritiken
Der renommierte US-amerikanische Filmkritiker Roger Ebert schrieb in der Chicago Sun-Times vom 9. Mai 2004, Ugetsu – Erzählungen unter dem Regenmond sei einer der großartigsten Filme aller Zeiten. „Die Helden sind grob und brennen vor Ehrgeiz, aber der Stil des Films ist elegant und geheimnisvoll, und irgendwie weiß man schon, bevor es einem gesagt wird, dass es sich um eine Geistergeschichte handelt“, so Ebert. (The heroes are rough-hewn and consumed by ambition, but the film style is elegant and mysterious, and somehow we know before we are told that this is a ghost story.)
Dieter Krusche schreibt in Reclams Filmführer (3. Auflage, 1978): „Erzählt in poetischer Distanz, [...] gewinnt der Film eine erstaunliche Intensität. Seine Schönheit liegt vor allem in seiner vollendeten Harmonie.“